# Erythroxylum fimbriatum
Erythroxylum fimbriatum es una especie de planta perteneciente a la familia Erythroxylaceae. Se distribuye en Brasil, Colombia, Costa Rica, Ecuador, Guyana Francesa, Nicaragua, Panamá, Peru y Venezuela. La especie contiene el alcaloide cocaína.

## Taxonomía
Erythroxylum fimbriatum fue descrita por el botánico austríaco Johann Joseph Peyritsch y la descripción publicada en Flora Brasiliensis 12(1): 162 en 1878.